# Teodor I (patriarcha Konstantynopola)
Teodor I, gr. Θεόδωρος Α΄ – patriarcha Konstantynopola w latach 677–679 i 686–687. 

## Życiorys
Urząd patriarchy sprawował po raz pierwszy od sierpnia/września 677 do listopada/grudnia 679 r. Po raz drugi był patriarchą od stycznia/lutego 686 do grudnia 687 r. Jest świętym Kościoła prawosławnego. 